# Cratere Ombos
Ombos è un cratere sulla superficie di Ganimede.